# Karel Hlaváček
Karel Hlaváček, né le 29 août 1874 à Libeň et mort le 15 juin 1898 à Libeň, était un poète symboliste tchèque et un artiste décadent renommé.

## Biographie
Fils de Josef Hlaváček, ouvrier, et d'Antonie Zemanová, il a étudié au lycée de 1885 à 1892. Toute sa vie il a été sujet à des problèmes financiers. Il a également été le premier président et membre fondateur de l'organisation Sokol dans le faubourg praguois de Libeň. Il vivait à Libeň dans une rue actuellement appelée rue Podlipni, près de l'intersection avec la rue Zenklova, au lieu-dit « U Kříže ». Il n'avait pas d'emploi permanent, mais touchait des honoraires occasionnels et était également entretenu par sa famille.
Il a publié ses écrits dans le journal Moderní revue où il a aussi publié des critiques et des illustrations. Il était aussi peintre autodidacte s'inspirant des œuvres de Félicien Rops, F. Sattlera et Edvard Munch.
Il a illustré les livres d'Arnošt Procházka, Otokar Březina, Jiří Karásek ze Lvovic, Stanisław Przybyszewski ainsi que ses propres livres. Son travail d'illustration n'a été reconnu qu'à titre posthume.
Il est mort de la tuberculose le 15 juin 1898 et est enterré au cimetière de Libeň.

## Œuvres
- (cs) Sokolské sonety – Premier recueil de poésies – První básnická sbírka. Většinou se jedná o apelativní verše, ale jsou zde i dekadentní a impresionistické rysy.
  - (cs) oslava sokolského sletu
- (cs) Pozdě k ránu – Collection de musiques et poésies typiques du symbolisme tchèque.
  - (cs) psáno v ich formě, je monotónní
  - (cs) hudební nástroje viola, buben → hluboké tóny
  - (cs) poème Svou violu jsem naladil co možná nejhlouběji
  - (cs) poème Hrál kdosi na hoboj.
- (cs) Mstivá kantiléna
- (cs) Žalmy
- (cs) Z pozůstalosti – recueil d'œuvres post mortem.

## Hommages
- Une plaque est apposée sur la maison de sa naissance rue Podlipni dans le quartier de Libeň à Prague.
- Non loin de la rue Podlipni, une rue porte son nom dans une zone de résidences nouvelles.

## Galerie

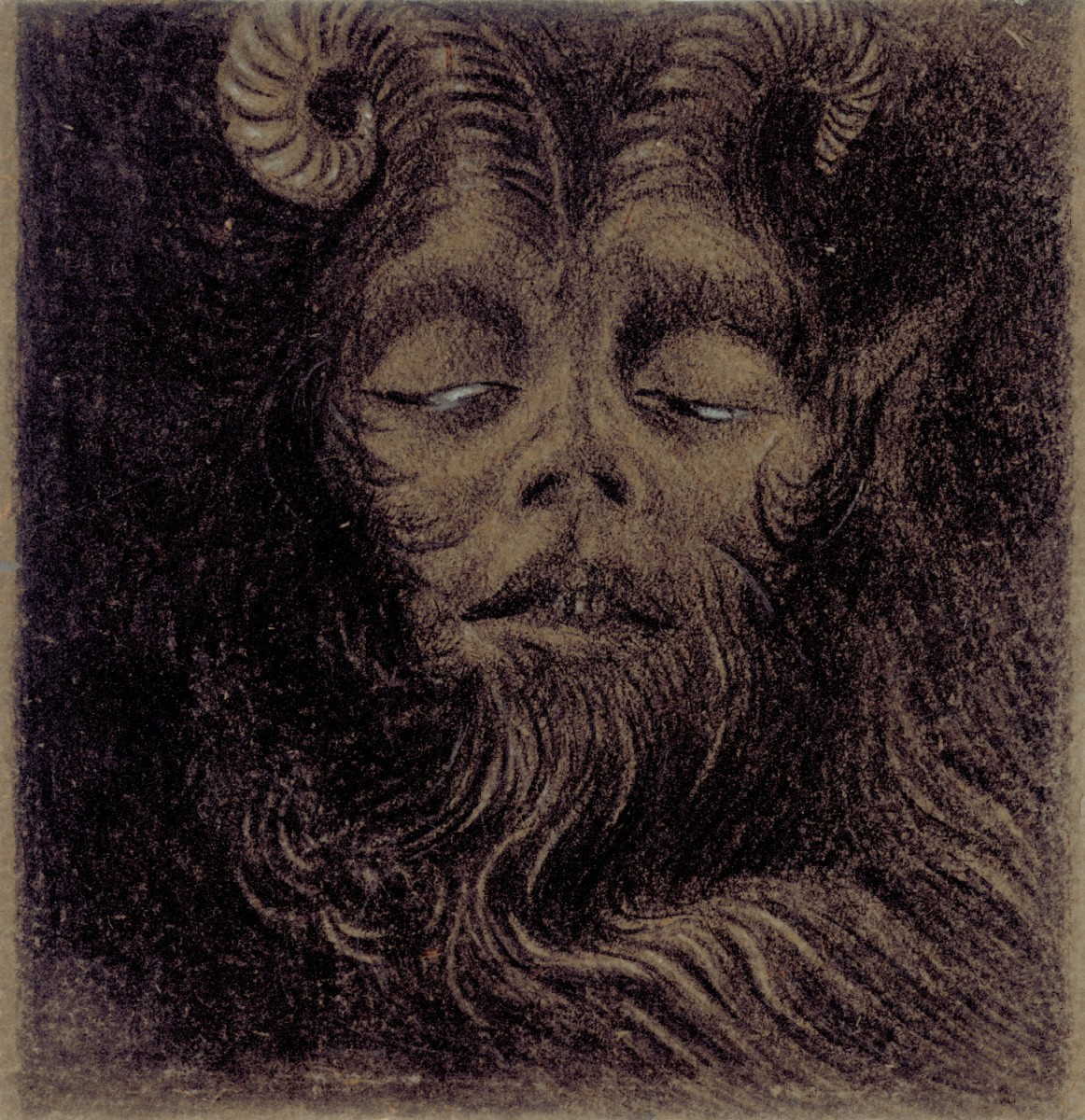
Faun (1897)
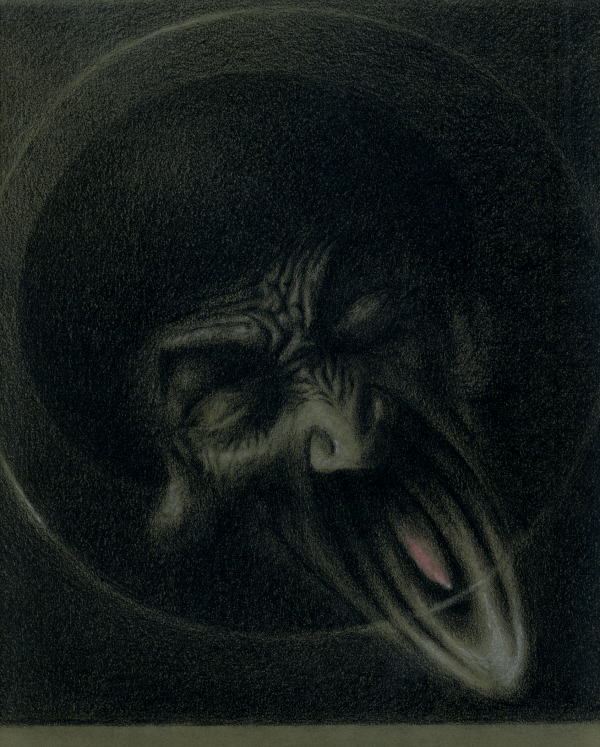
Vyhnanec (1896-1897), PNP à Prague
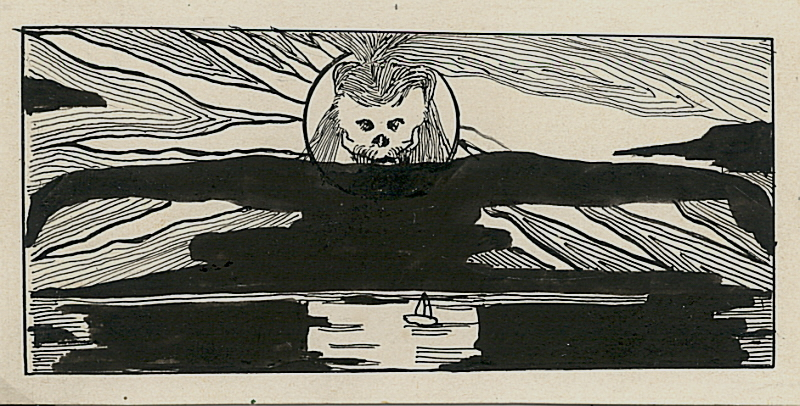
Záhlaví s hlavou démona, 1897, PNP à Prague
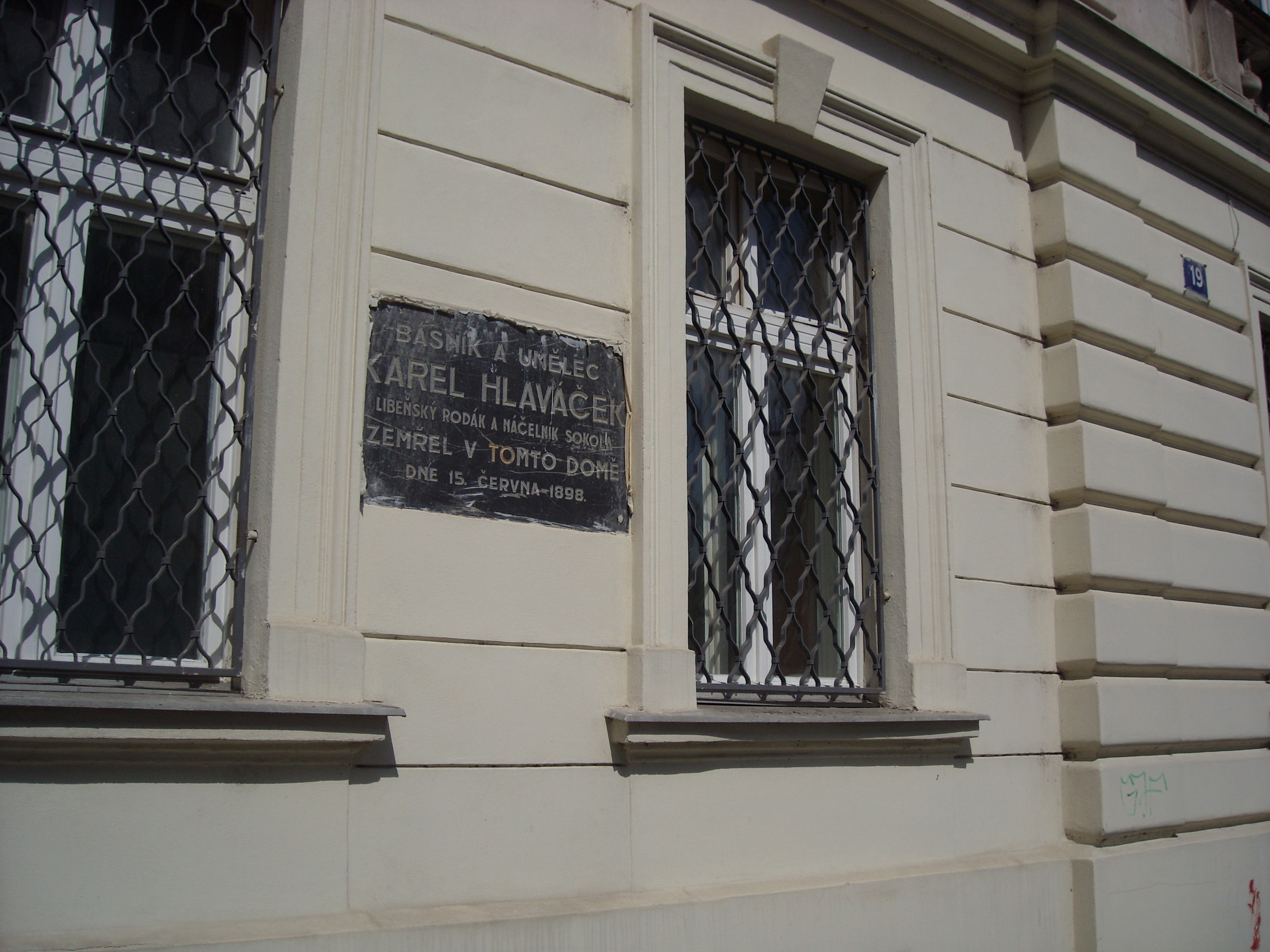
Plaque commémorative rue Podlipni, Libeň, Prague 8